# 刘诺一
劉諾一（法語：Noé，2010年10月10日—）是演員劉燁和法籍犹太裔妻子安娜伊思·馬田（Anais Martane）的兒子。2015年，與父親劉燁參與湖南衛視《爸爸去哪兒》（第三季）而走紅。

## 作品

### 电影
| 上映年份 | 电影名       | 角色 |
| 2025年   | 《熊貓月寶》 |      |

### 综艺节目
| 年份   | 日期              | 電視台   | 節目名稱         | 備註                       |
| 2014年 | 7月20日           | 东方卫视 | 花样爷爷         | 與父母                     |
| 2015年 | 7月10日- 10月30日 | 湖南卫视 | 爸爸去哪兒第三季 | 與父親劉燁及其他節目參加者 |

### 杂志
| 期数        | 杂志名称 | 備註                            |
| 2015年6月號 | 时尚先生 | 6月刊封面（与父亲刘烨共同拍摄） |

### 音樂作品
2015年
- 《爸爸去哪儿》（爸爸去哪兒（第三季）主題曲）